# Транно
Транно (Траннон, лат. Trannon) — легендарный правитель рутенов, упомянутый Саксоном Грамматиком в связи с походом Фроди I в Прибалтику.

## Основные сведения
По легенде, изложенной Саксоном, Фроди после войны с куршами и их королём Дорно (rex Dorno) напал на флот Транно, правителя рутенов, который преградил ему путь домой. Перед битвой ночью Фроди просверлил в кораблях рутенов отверстия, а затем неожиданно напал со своим флотом на тонущие корабли и победил. О судьбе Транно далее ничего не известно, а Фроди вернулся в Данию.
Фроди направил собирать дань с побеждённых (вероятно, людей побеждённого Транно). "Однако когда он узнал, что отправленные им в Русцию (Rusciae) за данью послы из-за вероломства местных жителей были жестоко убиты, он пришёл в сильное негодование от этой двойной несправедливости и приказал взять в самую тесную осаду их город Роталу."
Город был взят почти без боевых действий (якобы Фроди, разделив на множество протоков русло реки, защищавшей город, лишил его естественной защиты, после чего горожане прекратили сопротивление). Далее последовал поход на Палтиски против Веспасия.